# Tlepolemus (generaal)
Tlepolemus (Grieks: Τληπολεμος) was de zoon van Pythophanes en een van de hetairoi van Alexander de Grote. Hij kreeg van Alexander het bestuur van Parthië en Hyrcanië samen met Amninapes, een Parth die door Alexander als satraap van deze provincies was aangesteld. Later werd hij door Alexander satraap van Carmanië, dat hij behield na de dood van Alexander in 323 voor Christus, en ook na het verdrag te Triparadisus in 321 voor Christus.